# Olívlemezű pókhálósgomba
Az olívlemezű pókhálósgomba (Cortinarius scaurus) a pókhálósgombafélék családjába tartozó, Európa és Észak-Amerika fenyveseiben honos, nem ehető gombafaj.

## Megjelenése
Az olívlemezű pókhálósgomba kalapja 3-8 cm széles, eleinte félgömb alakú, majd domborúan, idősen laposan kiterül, közepén gyakran széles púppal. Felszíne tapadós-nyálkás. Kissé higrofán: színe nedvesen szürkésolív vagy barnásolív, középen sötétbarna; megszáradva világosabb árnyalatú. Kálium-hidroxiddal a kalapbőr lilásbarna, a hús lilás-borvörös színreakciót ad. 
Húsa fehéres vagy halványbarnás, a tönk csúcsán lilás. Szaga gyenge, mézszerű; íze nem jellegzetes.  
Sűrű lemezei tönkhöz nőttek. Színük eleinte sárgásolív vagy zöldesolív, idősen rozsdabarna. A fiatal lemezeket védő pókhálószerű kortina olív-fehéres.
Tönkje 4-8 cm magas és 0,5-1 cm vastag. Tövénél bunkósan vagy gumósan megvastagszik (kb. 2 cm-esre). Színe fehéres, szürkésfehér, felül kékes-lilás árnyalatú lehet. Felszínére a kortina sárgászöld, később barnás szálai tapadhatnak. 
Spórapora rozsdabarna. Spórája elliptikus, durván rücskös, mérete 10-13 x 6-8 µm.

### Hasonló fajok
Az ánizsszagú pókhálósgomba vagy a fahéjbarna pókhálósgomba hasonlíthat hozzá.

## Elterjedése és termőhelye
Európában és Észak-Amerikában honos. 
Fenyvesekben, főleg luc alatt található meg. Augusztustól októberig terem.

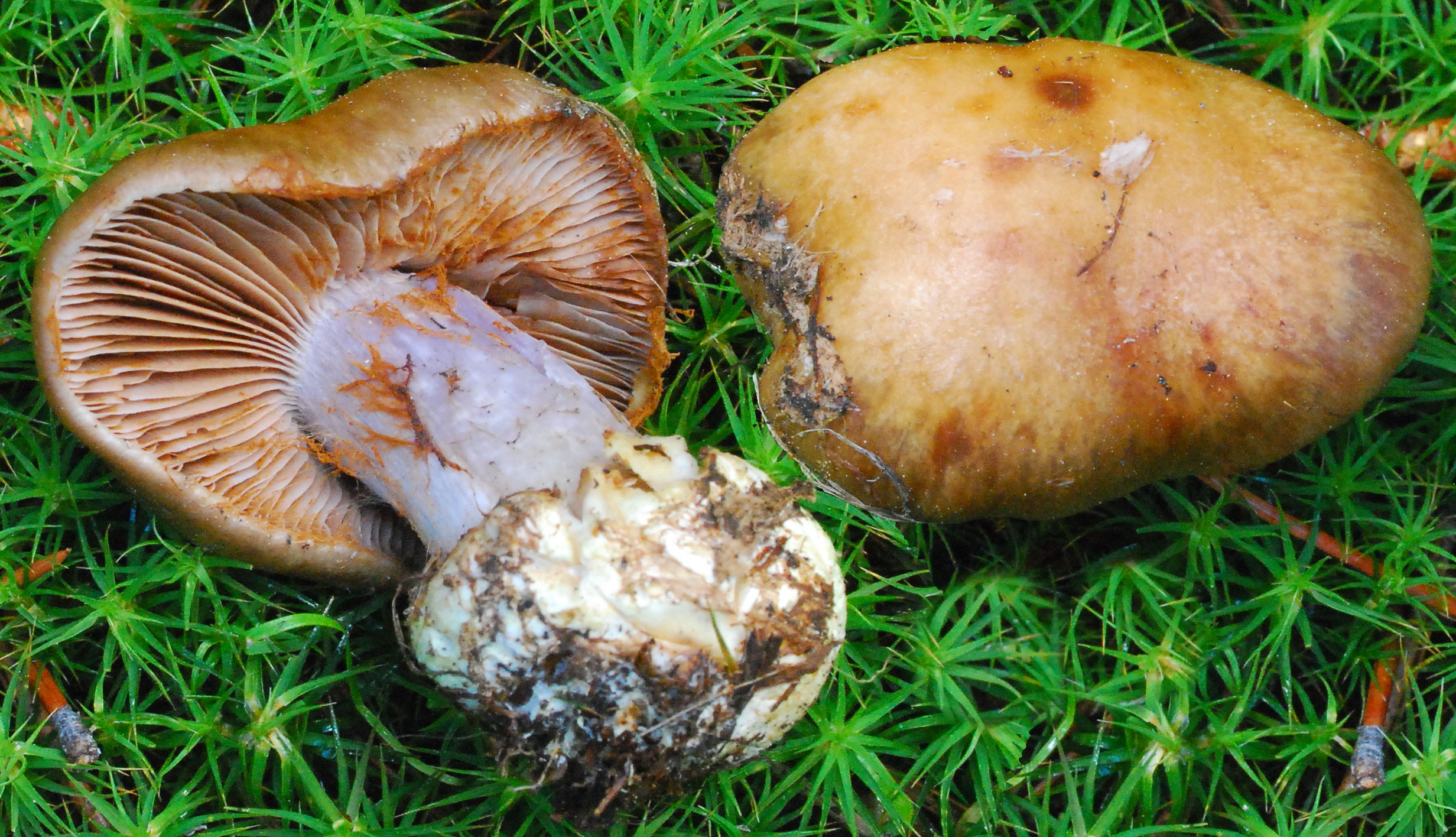
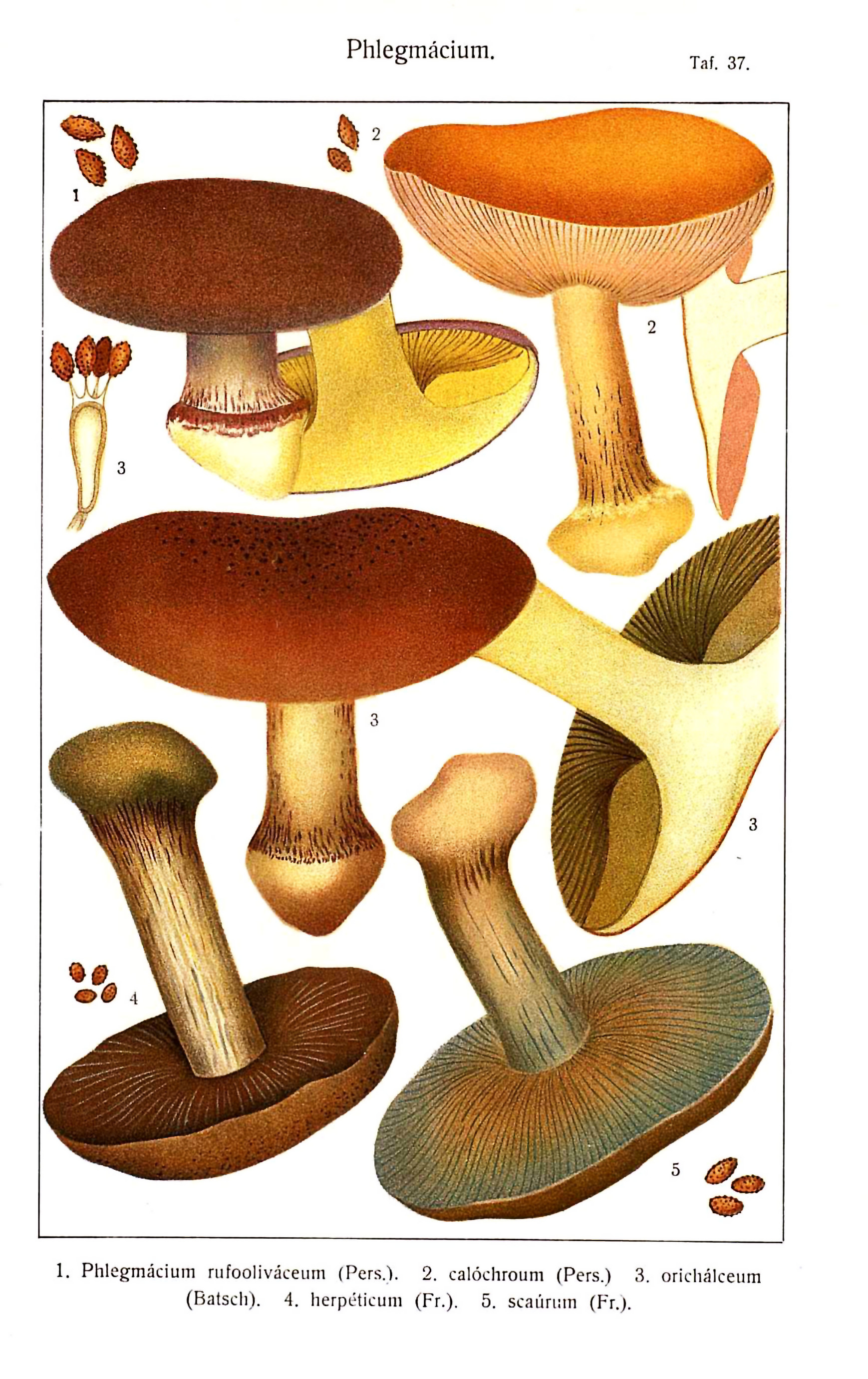

Nem ehető.